# Rhyssa
Rhyssa es un género de avispas perteneciente a la subfamilia Rhyssinae, familia Ichneumonidae.

## Descripción
La hembra de esta especie parásita taladra profundamente la madera con su fino ovipositor y pone sus huevos sobre las larvas que viven en la madera, las que se convierten en un suministro de alimentos y una incubadora para su progenie hasta que están completamente desarrolladas.

## Distribución
Las especies de este género están presentes en la mayor parte de Europa, Australia, Oriente Próximo, Neártico, Región Indomalaya y en el norte de África.

## Especies seleccionadas
- Rhyssa alaskensis Ashmead, 1902
- Rhyssa amoena Gravenhorst, 1829
- Rhyssa crevieri Provancher, 1880
- Rhyssa curvipes Gravenhorst, 1829
- Rhyssa hoferi Rohwer, 1920
- Rhyssa howdenorum Townes, 1960
- Rhyssa kriechbaumeri Ozols, 1973
- Rhyssa lineolata Kirby, 1837
- Rhyssa nigricornis Ratzeburg, 1852
- Rhyssa nigritarsis
- Rhyssa persuasoria Linnaeus, 1758
- Rhyssa petiolata Brues, 1906
- Rhyssa ponderosae Townes 1960